# Unterseeboot UC-92
Pour les autres navires du même nom, voir Unterseeboot 92.
L'Unterseeboot UC-92 est un sous-marin (U-Boot) mouilleur de mines allemand de type UC III utilisé par la Kaiserliche Marine pendant la Première Guerre mondiale.

## Conception
Sous-marin allemand de type UC III, l'UC-92 avait un déplacement de 491 tonnes en surface et de 571 tonnes en plongée. Il avait une longueur hors tout de 56,51 m, un maître-bau de 5,54 m et un tirant d'eau de 3,77 m. Le sous-marin était propulsé par deux moteurs diesel 6 cylindres à quatre temps produisant chacun 300 ch (220 kW), soit un total de 600 ch (440 kW), et par deux moteurs électriques produisant 770 ch (570 kW), actionnant deux arbres d'hélice.
Le sous-marin avait une vitesse maximale de 11,5 nœuds (21,3 km/h) en surface et de 6,6 nœuds (12,2 km/h) en immersion. Son autonomie était de 9850 milles marins (18240 km) à 7 nœuds (13 km/h) en surface, et de 40 milles marins (74 km) à 4,5 nœuds (8,3 km/h) en immersion. Il lui fallait 15 secondes pour plonger, et il était capable d’opérer à une profondeur maximale de 75 mètres.
L'UC-92 était équipé de trois tubes lance-torpilles de 500 mm, un à l’arrière et deux à l’avant, avec sept torpilles, et d’un canon de pont de 10,5 cm SK L/45 ou de 8,8 cm SK L/30. Mais son arme principale était ses six puits de mine de 1000 mm portant dix-huit mines UC 200. Son effectif était de vingt-six membres d’équipage.

## Carrière
Le sous-marin a été commandé le 12 janvier 1916 et a été lancé le 19 janvier 1918. Il a été mis en service dans la marine impériale allemande le 14 août 1918 sous le nom de UC-92. Comme le reste des bateaux UC III achevés, l'UC-92 n’a effectué aucune patrouille de guerre et n’a coulé aucun navire. Il se rendit le 24 novembre 1918. Après être passé aux mains des Britanniques, l’UC-92 a été exposé à Bristol avec le U-86.

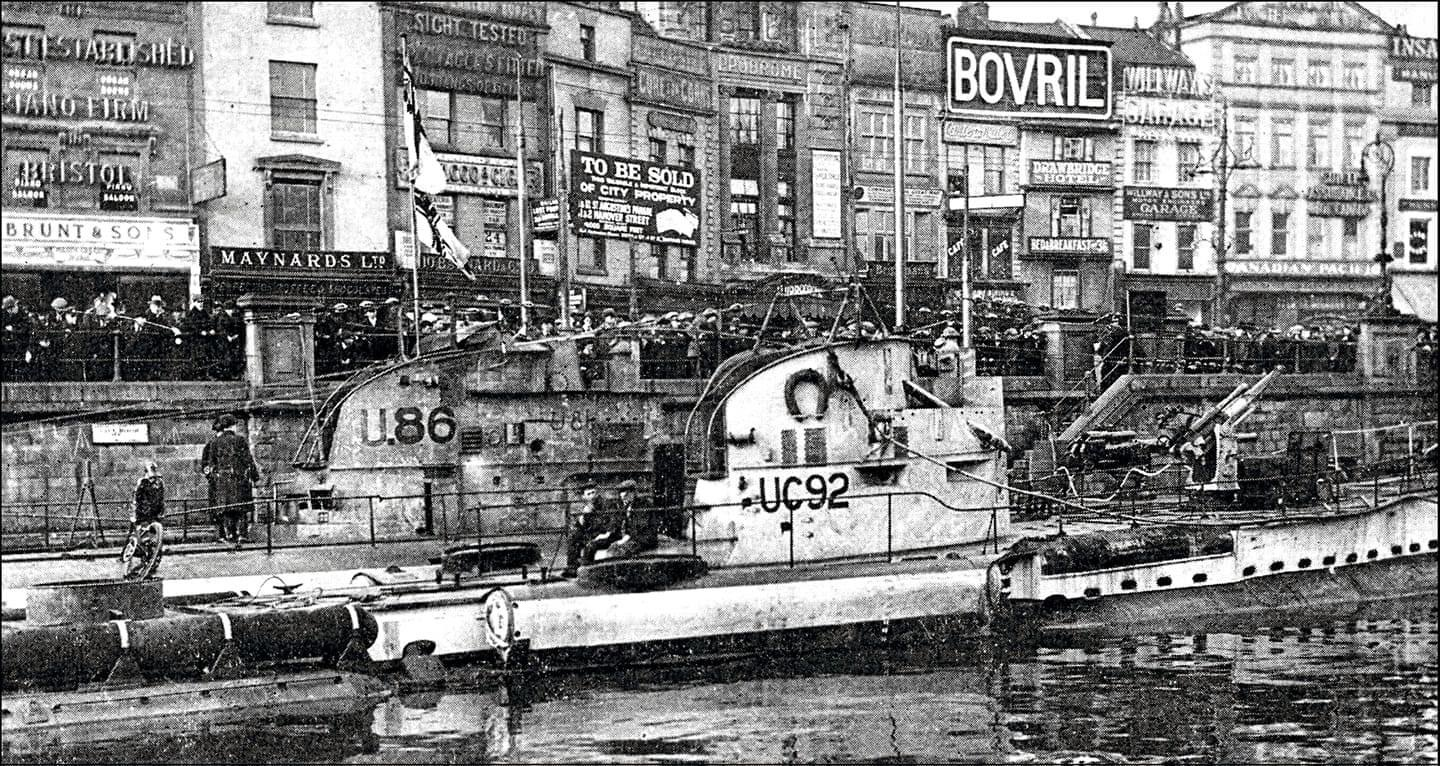
Les U-boote U-86 et UC-92 exposés à Bristol à la fin de la guerre. L’hippodrome de Bristol peut être vu à l’arrière-plan.

Plus tard, l'UC-92 a été remorqué jusqu’à Falmouth avec cinq autres sous-marins allemands pour être utilisé dans une série d’essais d’explosifs par la Royal Navy dans la baie de Falmouth, afin de trouver des faiblesses dans leur conception. Après son utilisation le 7 mars 1921, l'UC-92 a été jeté sur Castle Beach et vendu à R. Roskelly & Rodgers le 19 avril 1921 pour la ferraille, et partiellement récupéré au cours des décennies suivantes, avec quelques efforts notés jusque dans les années 1960. 
En 2013, Wessex Archaeology, assisté par des plongeurs locaux avec une connaissance du site, a effectué une étude de l'UC-92, ainsi que des autres sous-marins. L’épave a été identifiée avec certitude, car l'UC-92 était le seul des sous-marins amenés à Falmouth à avoir été un mouilleur de mines, et ses six puits de mines ont été identifiés parmi les caractéristiques survivantes de l’épave. Les parties inférieures du navire restent sur le fond marin juste au large de la côte, certaines parties des superstructures apparaissant à la surface pendant les basses marées de printemps. Avec les restes des autres sous-marins amenés dans la baie, le site est une attraction populaire pour les plongeurs locaux.